# Амалафрид
Амалафрид (лат. Amalafridus; умер после 552 года) — сын последнего короля тюрингов Герменефреда и племянницы короля остготов Теодориха Великого Амалаберги; военачальник на службе Византии.

## Биография
В 534 году после убийства Герменефреда франками Амалаберга вместе с двумя оставшимися детьми, Амалафридом и дочерью Роделиндой, бежала в Равенну к своему родственнику королю остготов Теодахаду. В 540 году Амалафрид и его сестра вместе с другими остготскими пленниками по приказу полководца Велизария были доставлены в Константинополь. Здесь Амалафрид был принят на византийскую военную службу, получив командование над одной из придворных схол. Его сестра вскоре была выдана замуж за короля лангобардов Аудоина.
В 552 году Амалафрид, в числе других византийских военачальников, был отправлен императором Юстинианом I с большим войском в помощь лангобардам, воевавшими с гепидами. Однако из-за религиозных беспорядков в городе Ульпиана большая часть византийского войска осталась в пределах империи, и только Амалафрид с небольшим отрядом прибыл к Аудоину. Амалафрид принял участие 
в победной для лангобардов битве на поле Асфельд с гепидами.
О дальнейшей судьбе Амалафрида ничего не известно. Согласно Венанцию Фортунату (Carm. App. 3), у Амалафрида был сын Артахис, о котором, кроме имени, ничего не известно.